# Bisdom Santa Clara
Het bisdom Santa Clara (Latijn: Dioecesis Sanctae Clarae) is een rooms-katholiek bisdom met als zetel Santa Clara, in Cuba. Het bisdom is suffragaan aan het aartsbisdom Camagüey. 

## Geschiedenis
Het bisdom werd opgericht op 1 april 1995, uit delen van het bisdom Cienfuegos-Santa Clara, en was suffragaan aan het aartsbisdom Santiago de Cuba. Op 5 december 1998 veranderde het van kerkprovincie en werd suffragaan aan het nieuw verheven aartsbisdom Camagüey. 

## Parochies
Het bisdom had in 2022 een oppervlakte van 12.920 km2 en telde 1.282.565 inwoners waarvan 61,2% rooms-katholiek was.

## Bisschoppen
- Fernando Ramon Prego Casal (1 april 1995 - 9 januari 1999)
- Marcelo Arturo González Amador (4 juni 1999 - heden; hulpbisschop sinds 31 oktober 1998)